# Sokkelhoutskoolzwam
De sokkelhoutskoolzwam (Daldinia loculata) is een zakjeszwam behorend tot de familie Xylariaceae. Hij leeft saprotroof op hout.

## Verspreiding
In Nederland komt de sokkelhoutskoolzwam uiterst zeldzaam voor.